# Condizionamento del segnale
Per condizionamento del segnale si intende quell'insieme di operazioni (es: amplificazione, filtraggio, adattamento di livello) che occorre effettuare su un segnale elettrico per renderlo adatto al circuito successivo.
Il condizionamento dei segnali è principalmente utilizzato nel campo dell'acquisizione dati, in cui i segnali provenienti da un sensore devono essere normalizzati e filtrati a livelli che li rendano compatibili per la successiva conversione analogico-digitale in maniera che possano essere letti tramite strumenti software. Altri utilizzi includono la pre-elaborazione dei segnali al fine di ridurre i tempi di calcolo e la conversione di dati a valori binari (per esempio per indagare se la quantità misurata da un sensore abbia o meno raggiunto un determinato valore).